# Non me lo dire!
Non me lo dire! è un film del 1940 diretto da Mario Mattoli.

## Trama
Castellano spiantato, deve guardarsi dai piani omicidi di una banda di malviventi con l'aiuto di una ragazza. Scoprirà che non è poi così povero come credeva.

## Produzione
È stato girato negli studi SAFA.